# Scindapsus roseus
Scindapsus roseus är en kallaväxtart som beskrevs av Cornelis Rugier Willem Karel van Alderwerelt van Rosenburgh. Scindapsus roseus ingår i släktet Scindapsus och familjen kallaväxter.
Artens utbredningsområde är Sumatera. Inga underarter finns listade.